# Geremy Lombardi
Geremy Lombardi (San Juan de la Maguana, 4 aprile 1996) è un ex calciatore dominicano con cittadinanza italiana, di ruolo attaccante.

## Biografia
Di padre italiano e madre dominicana, è nato nella Repubblica Dominicana ma ha vissuto a Busseto.

## Caratteristiche tecniche
Attaccante veloce e abile in contropiede, è dotato di una buona tecnica individuale pur non essendo particolarmente prolifico in zona gol. Può giocare come punta esterna o come centravanti.

## Carriera

### Club
Ha iniziato nel Pallavicino di Busseto e poi per quattro anni nelle giovanili del Parma, da cui passa all'Inter nel 2010. Resta con i nerazzurri per tre anni, e nel 2013 torna con la formula del prestito al Parma, disputando il Campionato Primavera. Il prestito viene rinnovato anche per la stagione successiva, rimanendo nella formazione primavera del Parma guidata da Hernán Crespo.
Al termine del prestito al Parma, nell'estate del 2015 ritorna all'Inter. Il 31 agosto 2015 viene ceduto in prestito al Pro Piacenza, formazione militante in Lega Pro. Debutta con i piacentini il 3 ottobre nella vittoria per 2-1 in casa della Giana Erminio. Poco utilizzato nella prima parte della stagione, nel gennaio successivo si trasferisce al Monza, in Serie D. Fa il suo debutto con i biancorossi il 6 febbraio nella sconfitta per 2-1 contro il Ciserano.
Resta in Serie D anche la stagione successiva, trasferendosi al Legnano. Fa il suo debutto con i lilla il 21 agosto 2016 nella partita contro la Bustese persa 4-3 dopo i tiri di rigore valida per il turno preliminare di Coppa Italia Serie D. Nel mercato di dicembre passa al Fiorenzuola, sempre in Serie D, con cui debutta il 4 dicembre nella vittoria per 4-2 in casa del Mezzolara. Con i valdardesi disputa 8 partite in campionato, senza reti, ottenendo la salvezza all'ultima giornata.
La stagione successiva ritorna al Pallavicino, nell'Eccellenza emiliano-romagnola, squadra in cui aveva già giocato nelle giovanili. Debutta con i parmigiani il 24 settembre 2017 nel pareggio per 0-0 sul campo della Virtus Castelfranco. Segna la sua prima rete con la nuova maglia il 22 ottobre 2017 nella vittoria per 3-0 sul Nibbiano & Valtidone. Con i parmigiani disputa complessivamente 21 partite in campionato e 4 in Coppa Italia Dilettanti, segnando una rete in entrambe le competizioni.
La stagione successiva si trasferisce al Pietrasanta, militante nella Promozione toscana.

### Nazionale
Dopo aver giocato nella selezione italiana under-17, nel marzo 2015 accetta la chiamata della Repubblica Dominicana guidata dal CT Clemente Hernández, essendo chiuso nel proprio ruolo da Daniele Verde e Vittorio Parigini. Esordisce il 25 marzo 2015, nella sconfitta interna per 0-3 contro Cuba, l'11 giugno dello stesso anno contro il Belize segna il suo primo e unico gol con la nazionale dominicana.

## Statistiche

### Presenze e reti nei club
Statistiche aggiornate al 28 marzo 2018.
| Stagione        | Squadra         | Campionato      | Campionato | Campionato | Coppe nazionali | Coppe nazionali | Coppe nazionali | Coppe continentali | Coppe continentali | Coppe continentali | Altre coppe | Altre coppe | Altre coppe | Totale | Totale |
| Stagione        | Squadra         | Comp            | Pres       | Reti       | Comp            | Pres            | Reti            | Comp               | Pres               | Reti               | Comp        | Pres        | Reti        | Pres   | Reti   |
| --------------- | --------------- | --------------- | ---------- | ---------- | --------------- | --------------- | --------------- | ------------------ | ------------------ | ------------------ | ----------- | ----------- | ----------- | ------ | ------ |
| 2015-gen. 2016  | Pro Piacenza    | LP              | 6          | 0          | CILP            | 0               | 0               | -                  | -                  | -                  | -           | -           | -           | 6      | 0      |
| gen.-giu. 2016  | Monza           | D               | 6          | 0          | -               | -               | -               | -                  | -                  | -                  | -           | -           | -           | 6      | 0      |
| lug.-dic. 2016  | Legnano         | D               | 7          | 0          | CID             | 1               | 0               | -                  | -                  | -                  | -           | -           | -           | 8      | 0      |
| dic. 2016-2017  | Fiorenzuola     | D               | 8          | 0          | -               | -               | -               | -                  | -                  | -                  | -           | -           | -           | 8      | 0      |
| 2017-2018       | Pallavicino     | Ecc.            | 21         | 1          | CI Dil E-R      | 4               | 1               | -                  | -                  | -                  | -           | -           | -           | 25     | 2      |
| nov. 2018-2019  | Pietrasanta     | Prom.           | 0          | 0          | -               | -               | -               | -                  | -                  | -                  | -           | -           | -           | 0      | 0      |
| Totale carriera | Totale carriera | Totale carriera | 48         | 1          |                 | 5               | 1               |                    | -                  | -                  |             | -           | -           | 53     | 2      |

#### Cronologia presenze e reti in nazionale
| Cronologia completa delle presenze e delle reti in nazionale ― Rep. Dominicana | Cronologia completa delle presenze e delle reti in nazionale ― Rep. Dominicana | Cronologia completa delle presenze e delle reti in nazionale ― Rep. Dominicana | Cronologia completa delle presenze e delle reti in nazionale ― Rep. Dominicana | Cronologia completa delle presenze e delle reti in nazionale ― Rep. Dominicana | Cronologia completa delle presenze e delle reti in nazionale ― Rep. Dominicana | Cronologia completa delle presenze e delle reti in nazionale ― Rep. Dominicana | Cronologia completa delle presenze e delle reti in nazionale ― Rep. Dominicana |
| Data                                                                           | Città                                                                          | In casa                                                                        | Risultato                                                                      | Ospiti                                                                         | Competizione                                                                   | Reti                                                                           | Note                                                                           |
| ------------------------------------------------------------------------------ | ------------------------------------------------------------------------------ | ------------------------------------------------------------------------------ | ------------------------------------------------------------------------------ | ------------------------------------------------------------------------------ | ------------------------------------------------------------------------------ | ------------------------------------------------------------------------------ | ------------------------------------------------------------------------------ |
| 25-3-2015                                                                      | Santiago de los Caballeros                                                     | Rep. Dominicana                                                                | 0 – 3                                                                          | Cuba                                                                           | Amichevole                                                                     | -                                                                              | 68’                                                                            |
| 11-6-2015                                                                      | Santo Domingo                                                                  | Rep. Dominicana                                                                | 1 – 2                                                                          | Belize                                                                         | Qual. Mondiali 2018                                                            | 1                                                                              | 46’                                                                            |
| 15-6-2015                                                                      | Belmopan                                                                       | Belize                                                                         | 3 – 0                                                                          | Rep. Dominicana                                                                | Qual. Mondiali 2018                                                            | -                                                                              | 62’                                                                            |
| Totale                                                                         |                                                                                | Presenze                                                                       | 3                                                                              |                                                                                | Reti                                                                           | 1                                                                              |                                                                                |

| Cronologia completa delle presenze e delle reti in nazionale ― Italia under 17 | Cronologia completa delle presenze e delle reti in nazionale ― Italia under 17 | Cronologia completa delle presenze e delle reti in nazionale ― Italia under 17 | Cronologia completa delle presenze e delle reti in nazionale ― Italia under 17 | Cronologia completa delle presenze e delle reti in nazionale ― Italia under 17 | Cronologia completa delle presenze e delle reti in nazionale ― Italia under 17 | Cronologia completa delle presenze e delle reti in nazionale ― Italia under 17 | Cronologia completa delle presenze e delle reti in nazionale ― Italia under 17 |
| Data                                                                           | Città                                                                          | In casa                                                                        | Risultato                                                                      | Ospiti                                                                         | Competizione                                                                   | Reti                                                                           | Note                                                                           |
| ------------------------------------------------------------------------------ | ------------------------------------------------------------------------------ | ------------------------------------------------------------------------------ | ------------------------------------------------------------------------------ | ------------------------------------------------------------------------------ | ------------------------------------------------------------------------------ | ------------------------------------------------------------------------------ | ------------------------------------------------------------------------------ |
| 24-3-2012                                                                      | Mont-de-Marsan                                                                 | Francia under 17                                                               | 2 – 1                                                                          | Italia under 17                                                                | Qual. Europeo Under-17 2012                                                    | -                                                                              | 63’                                                                            |
| 26-3-2012                                                                      | Mont-de-Marsan                                                                 | Italia under 17                                                                | 0 – 0                                                                          | Svezia under 17                                                                | Qual. Europeo Under-17 2012                                                    | -                                                                              | 59’                                                                            |
| 29-3-2012                                                                      | Dax                                                                            | Svizzera under 17                                                              | 1 – 2                                                                          | Italia under 17                                                                | Qual. Europeo Under-17 2012                                                    | -                                                                              | 75’                                                                            |
| 18-10-2012                                                                     | Tatabánya                                                                      | Italia under 17                                                                | 1 – 0                                                                          | Albania under 17                                                               | Qual. Europeo Under-17 2013                                                    | -                                                                              | 48’                                                                            |
| 20-10-2012                                                                     | Tatabánya                                                                      | Italia under 17                                                                | 4 – 0                                                                          | Liechtenstein under 17                                                         | Qual. Europeo Under-17 2013                                                    | -                                                                              | 62’                                                                            |
| 23-10-2012                                                                     | Telki                                                                          | Ungheria under 17                                                              | 3 – 2                                                                          | Italia under 17                                                                | Qual. Europeo Under-17 2013                                                    | -                                                                              | 56’                                                                            |
| Totale                                                                         |                                                                                | Presenze                                                                       | 6                                                                              |                                                                                | Reti                                                                           | 0                                                                              |                                                                                |